# Eirik Veum
Eirik Veum, född 13 februari 1975, är en norsk journalist och författare. Han arbetar på NRK och har tidigare arbetat på bland annat Verdens Gang.
Han har skrivit om Norge under andra världskriget. 2009 skrev han De som falt - nordmenn drept i tysk krigstjeneste, 2012 skrev han Nådeløse nordmenn - Statspolitiet 1941-1945 och fortsatte 2013 med Nådeløse nordmenn: Hirden 1933-1945.